# Ea M'nang
Ea M'nang là một xã thuộc huyện Cư M'gar, tỉnh Đắk Lắk, Việt Nam.
Xã Ea M'nang có diện tích 22,56 km², dân số năm 1999 là 8416 người, mật độ dân số đạt 373 người/km².